# 小節 (言語学)
小節（しょうせつ、英: small clause）とは、屈折要素やコピュラを欠くにもかかわらず主語と述語の対を成し、命題を構成する統語単位である:431-432 。その構造分析では、小節が構成素を成すか否かについて理論ごとの意見の相違があり、通言語的な観点からも様々な相反する経験的証拠が存在する。また、小節という文法単位は、目的語への繰り上げや例外的格付与、不定詞付き対格、コントロールなどとも関連がある。

## 定義

### 命題
はじめに、言語学 (より厳密には形式意味論) において命題 (英: proposition) とは、真理値 (英: truth value) を返り値にもつ意味単位をいう:495。命題は主語と述語のペアにより構成され、統語論の観点からは節 (=CP) を成す統語単位が意味論上の命題単位に相当する。
よって、下記の例における角括弧内のそれぞれが命題単位である。
例として、(a) の文は、現実世界においてメアリーの足が速ければ真となり、遅ければ偽となる。この文は自動詞 run が Mary を主語に取っていることからも分かるように、主語と述語から成る文法単位であることも重要である。

### 小節
(1) の例における命題単位は、その全てにおいて動詞の屈折を左右する要素 (三単現の -s、不定詞マーカーの to など) を含む。よって、命題を「屈折辞または時制辞を含む文法単位」と定義することも可能である (ただし、実際は「主語と述語のペアから成り、真理値を持つ文法単位」という定義が正しい)。
一方で、これらの要素を含まないにもかかわらず、命題を成す文法単位があることが Williams (1975)により指摘され、これは小節 (英: small clause) と呼ばれる。小節の典型例として、以下の動詞に後続する [NP XP] の構造がある。
- consider や want などの目的語繰り上げ（英: raising-to-object）動詞またはECM動詞[注 4]

- call や name などの、目的語にNPと述語表現を選択する動詞
- wipe や pound などの、結果述語との共起が可能な動詞

上記の例において、下線部は主語要素を、斜体部は述語要素を表している。これら全てにおいて、「NPがXPの性質を持つ」または「主語=述語」の関係が成立し、これは命題の定義である「主語と述語のペア」と遜色ない。また、主語に対応する述語が非動詞述語であることも重要であり、これを踏まえると、小節を「屈折辞を欠き、叙述関係を構築する主語と非動詞述語のペア」と定義することも可能である。
このように、小節は「動詞を含まないが命題を成す文法単位」と定義されることが多い:107 :109 :85。一方、動詞句内主語仮説が提唱された1980年代以降はこの定義が曖昧になり、以下のような「動詞を含むが屈折辞を含まず、命題を成す文法単位」も小節と見做されることがある:109–111。
よって、現行の統語論では、小節は「屈折辞を欠く命題単位」と定義されることが多い。
なお、以下の例は屈折辞の to を含んでいる点で、上記の例とは異なる。
これらの扱いは理論により違いがあり、完全節と見做す分析もあれば、この類も小節と見做す分析もある。(後者の立場では、屈折した動詞を含まない命題単位を包括的に小節と見做すことになる。)

## 派生分析
小節の構造研究は、大きく分けて以下の2系統がある。
- 非構成素分析 (Williams (1975[9], 1980[18], 1983[19]など)
- 構成素分析 (Stowell (1981)[20], Chomsky (1981)[10]など)

どちらの分析を採用するかは議論によって異なるが、後者の分析は、生成文法理論である統率・束縛理論でも採用されている。実際の研究例は、Chomsky (1986a)、Ouhalla (1994)、Haegeman and Guéron (1999):108、Culicover and Jackendoff (2005):47 などを参照のこと。

### 非構成素分析

#### Williams (1975, 1980, 1983)
小節とは、短縮関係節 (英: reduced relative) 、付加詞句、および動名詞句に焦点を当てた研究であるWilliams (1975)の用語である:4。Williams式の分析は、叙述 (英: predication) 理論に則り、小節主語を最大投射の外項として扱う (すなわち、小節主語は語彙範疇投射の外側に位置し、構成素を成さないと仮定する)。
Williams (1975) は、下記のような例における角括弧部を小節として扱っている。
Williams (1980)の分析では、ある2つの構成素が叙述関係を構築するには、C統御の関係が必要であり、この条件が満たされるとき、主語要素と述語要素間に [NPi ... XPi] のように同一指標がふられることで叙述関係が成立する:204-205。
よって、上記の例文 (c) と (d) が非文となるのは、述語要素が主語要素にC統御されず、叙述関係が構築できないためである。
この叙述理論を小節の分析に拡張すると、Williams (1980)の定義による小節とは：
- [NP XP] の構造を持ち、時制辞が生起しない。
- XPは述語範疇である。
- NPはXPをC統御する。
- NPとXPは同一指標をもつ。

これらの条件を満たす文法単位である。
ただし、Williams (1983)は小節は構成素を成さないと仮定している点に注意が必要であり、これは [NP XP] の構造を棄却するのと遜色ない。この議論において、Williamsは下記のような文を考察している。
Stowell (1981)およびChomsky (1981)の分析では、上記 (a) の文は、主動詞 seem が補部に小節を選択し、主語は繰り上げにより派生される。しかし、この分析は主動詞のスコープ関係を捉えられないという欠点がある。
主語が繰り上げにより派生される場合、some は主動詞との位置関係上、上位でも下位でも解釈が可能であることが予測されるが、この予測に反し、前者の解釈 (すなわち some が主動詞よりも広い作用域を取る解釈のみが許容される)。これは、この種の文の派生に移動は関与しないことを示しており、同時に叙述関係は構成素構造により認可されるのではなく、主語と述語を結びつける特別な文法メカニズムにより保障されることを示唆している。これが正しければ、小節の叙述構造も同様のメカニズムにより保障されることになり、帰結として小節の主語と述語が構成素を成している必要はないということになる。さらなる経験的議論については、Williams (1983)を参照のこと。

#### 移動に基づく証拠
上述の通り、Williams式の分析では、小節は構成素を成さない。これを証明するための手段として、移動現象を用いた構成素判別テストがしばしば引用される。
はじめに、自然言語の一般性質として、構成素を成している文法単位 (より厳密には最大投射) は移動が可能であるが、構成素を成していない文法単位 (より厳密には中間投射) は移動できない。
よって、非構成素分析が正しければ、小節自体は移動ができないが、その内部要素の移動は可能であることが予測され、実際に英語の小節はこの性質を示す。
一方、通言語的な観点から考察を行うと、小節そのものの移動が可能な言語や小節のみで主節を構成できる言語を見つけることができる。よって、これらのデータは非構成素分析後押しする絶対的な証拠ではないことに注意が必要である。(詳細は#通言語間の差異を参照のこと。)

#### 反証議論
一方、小節は構成素を成していることを示す経験的証拠も存在し、相反する証拠が複数あることが、小節の構造分析の難しい点である。

##### 主語位置への生起
Safir (1983)は、小節が主語位置に生起可能であることを指摘している。
この例文において、文頭の Workers は複数であるにもかかわらず、後続するコピュラが単数の一致形態を持つことが重要である。これは、コピュラが [NP Workers] ではなく [SC Workers angry about the pay] と一致していることを意味すると同時に、構成素を成していることも強く示唆している:732-733。同種の文例を提示している研究として、Haegeman and Guéron (1999:109)やCulicover and Jackendoff (2005:48)なども参照のこと。

##### 等位接続
等位接続は、同タイプの構成素間でのみ可能である。下記の例のように、小節は等位接続が可能であり、この事実は小節が構成素を成していることを示唆している。
一方、等位接続を構成素テストとして用いることができるか否かには研究者間での意見の相違がある。これは、経験的事実として、構成素を成さない文法単位同士を等位接続できる例が存在するためである。
上記の例における to 句は目的語NPではなくVPの付加部であるが、これを含めた等位接続が可能である。このデータを考慮すると、ある文法単位を等位接続できるという事実があっても、関連する等位項同士が構成素を成しているとは限らないということになる。

### 構成素分析
小節が構成素を成すという分析には、大きく分けて以下の3種類がある:163。
- SC分析
- 述語範疇投射分析
- 機能範疇投射分析

1つ目の分析は、Xバー理論の定式化中途段階で主流であった理論であり、小節の主語と述語はSC (small clause) という構成素を成すと仮定する。2つ目の述語範疇投射分析はStowell (1981)により提唱された理論であり、Xバー理論に則り、小節主語を述語範疇最大投射の内項として扱う (すなわち、小節の主語は語彙範疇投射の内側に位置し、構成素を成すと仮定する)。3つ目の分析は、Bowers (1993, 2001) などにより支持されている分析で、叙述関係を保証する独立した機能範疇の存在を仮定し、小節はこの機能範疇の最大投射であると分析する。1つ目の分析方法はXバー理論との互換性がないことから、現行の統語理論では支持するのが難しいため2つ目または3つ目の分析が主流であるが、このうちどちらの分析を採用すべきかについても議論が分かれている。

#### SC分析

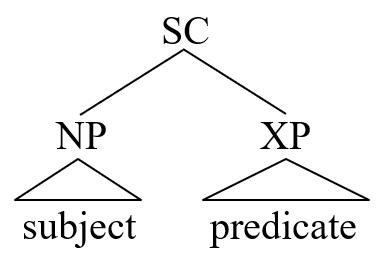
Citko (2011a:752)

1つ目の分析方法として、小節の主語と述語は独立した別々の構成素を成し、さらにこれらが構造上の姉妹関係にあると仮定する方法が挙げられる。この場合、画像で示すように、小節は主要部のない外心構造を成し、その内部要素は統語上対照的な関係にあることになり、SCとラベル付けされる（この分析を採用する場合、ラベル付けは行われないと考える研究者もいる）。なお、この分析を採用する場合、Williams (1980)の叙述理論のように、主語と述語を結びつける文法メカニズムが必要となる。
注意点として、この分析方法は「全ての句範疇は主要部をもつ」と仮定するXバー理論との互換性がない。さらに、主語要素と述語要素を結びつける機能的要素は統語上存在しないことになるため、不正確な統語表示を仮定する分析方法であるという批判もありえ、実際に通言語的観点から考察を行うと、ウェールズ語:310、ノルウェー語:160、さらに英語などにおける様々な言語において、音形を持つ機能的要素により叙述関係が構築されていると考えられるデータが数多く存在する。一例として、Bowers (2001)は、英語の事例研究において以下のようなデータを提示している (関連する機能的要素は太字で示す)。
この議論が正しい場合、主語と述語を仲介する音形を持つ要素がなくとも、通言語的に叙述関係は機能範疇により構築されるという分析が可能となる (ただし、上記例文における as は機能範疇ではなく、語彙範疇のPであるという反論分析もある)。

#### 述語範疇投射分析

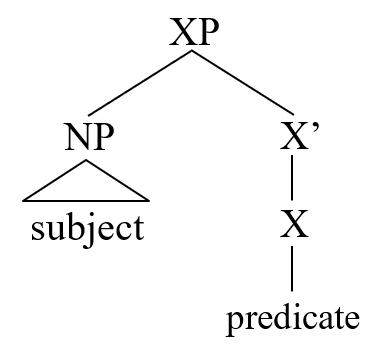
Citko (2011a)

2つ目の分析方法として、小節を述語主要部の投射として扱う方法が挙げられ、叙述関係上の主語は述語の最大投射の指定部に生起すると仮定する。この分析方法は、Chomsky (1970)の提唱した句構造モデルに基づき、Stowell (1981)とContreras (1987)が発展させたものである。
Stowell (1981)は、主語を指定部に生起するNPと定義し、さらに名詞句を構造上認可するために不可欠な格は指定部で認可されると議論した上で、小節の構造を提案している:6。この分析の利点として、NPは非定形節の指定部への投射が可能な一方、なぜこの種の節内に主語として生起できないのかを説明することができる:6。
この分析を採用すると、小節は以下の構造を持つことになる。
また、小節が適格な文法単位を構成するためには、その内部要素も主動詞の選択制限に従わなければならない事実を説明できる。例として、以下の例は主動詞 consider の選択特性が小節の内部まで及んでいることを示唆している。
(b) が非文であるのは、 「consider は補部にNPは選択するが、PPは選択しないため」という説明が可能である。
一方、この選択制限に関する議論については研究者間で意見の相違があり、例として、小節の述語にPPが使用されていても文法的となる場合がある。
また、小節が認可されるか否かには、意味的な要素も関わってくる。
なお、通常は非文と見做される用例も、特定の文脈においては容認される場合がある。これは、主動詞と小節の意味的関係性が、文全体の容認度に影響を表すことを示している。
さらに、主動詞の格付与に関連する経験的事実も、小節の認可には選択制限が関わることの証拠となる。例として、動詞 consider の補部に生起する名詞句は対格表示されなければならず、主格は認可されない。
これは通言語的にも観察することができ、例としてセルビア・クロアチア語では、小節の主語は対格表示され、述語は具格表示される。
これは、小節の述語も主動詞に選択されることを示している。
一方、この分析方法は、移動現象の分析において理論的問題を生じさせる:432。
上記の例は#移動に基づく証拠からの再掲であるが、例示されている通り、中間投射の移動が可能であることを想定しなければならず、これは広く観察可能な経験的事実に反する。

#### 機能範疇投射分析

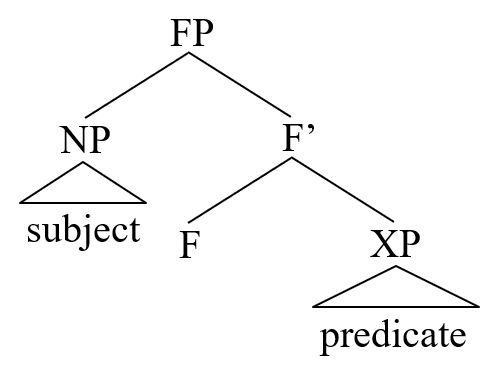
Citko (2011a)

3つ目の分析方法として、Xバー理論の主要部の原理に従い、小節はある機能範疇Fを主要部とするFPであると仮定する方法が挙げられる。この機能範疇はさまざさまラベル付けがされており、Bowers (1993, 2001) のPr、Bailyn (1995)のPred、Elide (1999)のAgr、Citko (2008)の{\displaystyle \pi }などがある。
小節を機能範疇投射と見做す分析は、異範疇同士の等位接続を説明できるという利点がある。一般的事実として、非等位範疇を等位接続することは不可能である。
一方で、これに反する経験的データが存在し、述語同士の等位接続では、等位項の統語範疇が異なっても文法的となる場合がある。
この事実は、小節は機能範疇 (ここではPredとする) を主要部とする構造を持つと考えることにより、同範疇接続として説明することが可能となる。
また、この分析は I regard Fred as my best friend という文に含まれる as の扱いにも帰結を与える。元来前置詞は形容詞を補部にとることができないが、この as は語彙範疇Pではなく、機能範疇Predの音声具現であると仮定することにより、前置詞の選択特性の問題を払拭することができる。
また、Stowellの述語範疇投射分析で問題となる、中間投射の移動も、最大投射の移動として捉え直すことができる:69。

#### 複合分析
Basilico (2003):2は、これら3つの分析を組み合わせると、動詞を含む小節と形容詞を含む小節の主語が統語上異なった振る舞いをみせることを説明できると議論している。
上記 (a) と (b) の例は、(コピュラの有無を度外視すると) 形容詞句を述部とする小節の例であるが、小節の主語が主節の主語位置へ繰り上がることができる。一方、小節の述語要素が動詞である場合、(c) と (d) の対比に見られるように、to を欠く構造は非文となる。この事実から、幾人かの研究者は、形容詞を述部とする小節と動詞を述部とする小節の主語は、統語上異なる位置を占めると主張している。叙述には、種に固有の恒久的な性質を表すcategorical predicationと、一過的なイベントに関わる事象を表すthetic predicationがあり、形容詞を含む小節は前者を、動詞を含む小節は後者のタイプの叙述である。Basilico (2003)は、この違いに着目した上で、小節はTopicPという範疇であると分析している:752。この分析のもとでは、個体レベル述語を含む形容詞小節は「個体トピック (英: individual topic)」から成り、ステージレベル述語を含む動詞小節は「ステージトピック (英: stage topic)」から成る。この違いをもって、Basilicoはなぜ動詞小節の主語が繰り上げ派生を持てないのかを説明している:9。

## 通言語間の差異

### 目的語への繰り上げ

#### 英語
主動詞の補部に生起する小節は、その主語が主節の目的語位置に繰り上がることにより派生されると広く考えられている。
上記の例において、期間を表す付加部は主節の要素であり、束縛条件Aにより照応詞は同一節内に先行詞を持つ必要があるため、繰り上げを仮定しなければこの束縛に関する事実を捉えることができない。

#### 韓国語
韓国語では、目的語への繰り上げは通常の補文内では随意的であるが、小節補文においては義務的である。
2つ目の例において、小節主語の「매리」('Mary') は、対格表示のみが可能で、主格表示は不可能である。これは、表層構造上、この名詞句が主節の要素であることを顕著に示している。

### 範疇制限

#### フランス語
フランス語において、小節の述部には様々な範疇が生起できる。
ただし、[NP VP] の構造に関しては制約が存在し、動詞が原形不定詞であっても、コピュラは生起できない。
なお、小節の構造分析における重要な論点の一つとして、構成素を成しているか否かが挙げられることを見たが、一部の研究において構成素分析の証拠として用いられる等位接続に関するデータは、フランス語でも絶対的証拠として用いることはできない。
(b) では、明確な非構成素が等位項となっているため、このデータは等位接続は構成素の判別テストに用いることはできないこと、ならびにどのような統語環境で等位接続が可能であるのかの再考が必要であることを示唆している。

#### リトアニア語
リトアニア語の小節は、[NP NP] または [NP AP] の形式をとる。なお、この言語において、PPは根本的に述語として使用できない:16。
また、英語とは異なり、リトアニア語では話題化により小節を文頭に移動することができる。これは、小節が構成素を成していることを示唆するだけでなく、英語において同種の移動ができない事実は、必ずしも構成素分析の反証にならないことを示している。
なお、小節の主語のみを文頭に移動することはできない。この事実も、リトアニア語における小節は構成素を成していることを示唆している。

#### 中国語
(標準) 中国語における小節は、屈折辞および動詞を欠くだけでなく、機能的要素も現れない。この理由は、中国語において述語として機能できる名詞は、名詞としての範疇素性だけでなく、動詞としての範疇素性も持ち合わせているためである。
以下 (a) の例は動詞の補部に小節が生起する例であるが、(b) のように、この小節が単体で主節として機能することはできない。一方で、 (c) のように動詞の範疇素性を持つ名詞が用いられる場合は、小節単体でも文を構成することができる。この事実から、中国語において、どのような統語単位が「小節」として機能できるかには厳しい制約があることが分かり、その判別法には議論の余地がまだ多く残っている。
また、補部に小節を持つ場合のみ、それを選択する動詞に特殊な意味合いが生じることがある。
上記の用例では所有動詞「有」('have') が補部に小節を選択しており、主語と目的語の程度比較の意味機能をもつ。この例において「有」は身長の高さの程度を制限する機能を果たしているが、このような用法が確認できるのは補部に小節を選択する場合のみである。

### 構成素の順序

#### ブラジルポルトガル語
ブラジルポルトガル語には、自由小節 (英: free small clause) と依存小節 (英: dependent small clause) という2種類の小節があり、後者は英語における小節に類似し [NP XP] の形で用いられる:94, 95。また、主語と述語の倒置が可能であり、依存小節は通常語順と倒置語順の両方で生起する。
一方、自由小節は [述語 主語] の語順でのみ生起可能である。このタイプの小節の定義・分析方法は諸説あり、Kato (2007)では定形の屈折辞を伴う分裂文の一種であると分析されている一方、Sibaldo (2013)などでは屈折の形態具現のないTPであると分析されている。

#### スペイン語
スペイン語は、ロマンス諸語の共通した性質として線形順序に柔軟性が見られる言語の1つであり、スペイン語の小節にもこの性質が当てはまる (この性質は、談話卓越型言語および一致志向型言語の特徴と考えられている)。ただし、情報焦点となる要素が文末に生起するという特徴があり、これに即さない語順は非文となる。
情報焦点が文末に生起する性質は、wh疑問文に対する返答文においてより顕著である。
上記の例では、人がwh語により焦点化されているため、対応する返答では人を表す名詞句が文末に生起しなければならない。一方で、述語が焦点化される場合はこの逆が成立する。

#### ギリシャ語
ギリシャ語では、情報焦点が文末に生起し、小節の語順もこれに左右されるという点でスペイン語と同様である。

### 感嘆小節
英語には、感嘆小節 (英: expressive small clause; ESC) と呼ばれる、話者の感情を伝達するために用いられる小節がある。ESCは基本的に単独でのみ使用され、動詞の補部を含む項位置に生起することができない。
英語のみならず、日本語にも感嘆小節が存在する。ただし、英語の場合とは異なり二人称代名詞が用いられると容認度が低下するのに加え、項位置への生起も許容される。